# Iglesia de la Inmaculada Concepción (Constitución)
La Parroquia de la Inmaculada Concepción es un templo católico situado en el 910 de la Avenida Independencia, barrio de Constitución, ubicado en la  Comuna 1 de la Ciudad Autónoma de Buenos Aires, .

## Historia

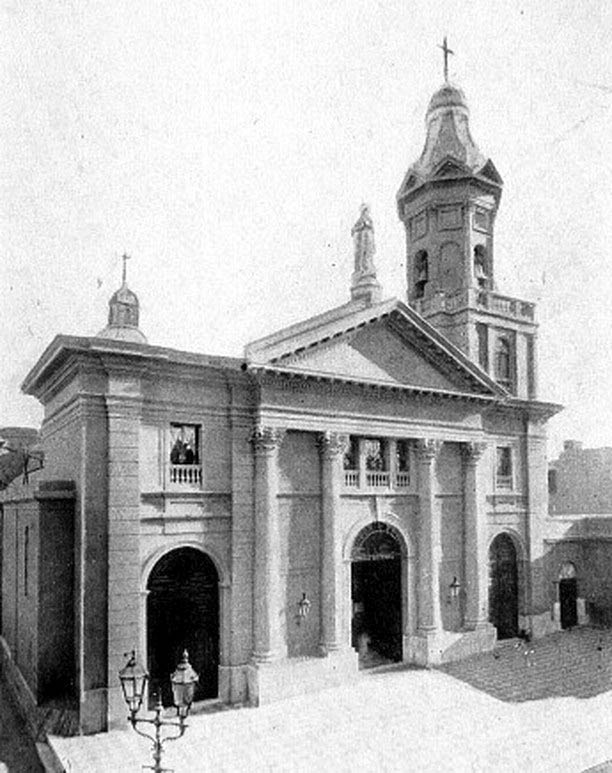
El templo en 1930.

Su historia se remonta a 1727, cuando el obispo de Buenos Aires, Pedro de Fajardo, presidió una reunión de caballeros, entre ellos el gobernador del Río de la Plata, Mauricio Bruno de Zavala, para conseguir la donación del terreno en la intersección de las actuales Independencia y Tacuarí y allí levantar una capilla. En 1733, Juan Guillermo González y Gutiérrez de Aragón erigió la capilla bajo la doble advocación del Arcángel Miguel y Virgen de los Remedios.
En 1738, Matías Flores y su esposa compraron a la Hermandad de la Santísima Caridad (que se trasladó a la esquina Suipacha y Bartolomé Mitre, dónde se encuentra actualmente la Parroquia de San Miguel Arcángel) la capilla; la rehabilitaron con las debidas licencias del obispo y la pusieron bajo la advocación de Inmaculada Concepción. En 1737 se celebraron los primeros bautismos y en 1749 se la nombró viceparroquia de la Catedral, siendo declarada parroquia en 1769.
Luego de varias modificaciones, el edificio tomó su aspecto actual en 1865. En 1978, con la ampliación de la avenida Independencia, perdió su atrio.
- Datos: Q16577989
- Multimedia: Inmaculada Concepción (Constitución, Buenos Aires) / Q16577989